# Městské muzeum a galerie Svratka
Městské muzeum a galerie Svratka je muzeum a galerie ve Svratce, sídlí v půdní vestavbě bývalé hasičské zbrojnice v ulici U Zbrojnice čp. 347. Muzeum bylo založeno v roce 2002 a zřízeno je městem Svratka.

## Historie
První muzeum ve Svratce bylo založeno v roce 1940 Bedřichem Tučkem, ten začal shromažďovat sbírky týkající se města a otevřel expozici pod názvem Svratecká jizba v přízemí obecné školy, expozice byla v roce 1959 uzavřena a sbírky byly uloženy do beden v sálu restaurace U Berušky. V roce 2000 byly některé exponáty z těchto sbírek uloženy do místnosti městského úřadu. V roce 2001 bylo několika občany města založeno občanské sdružení Svratecká jizba a na jejich popud bylo v roce 2002 založeno nové muzeum a v roce 2004 došlo k přestavbě hasičské zbrojnice a vestavbě půdní prostory. 21. května 2005 bylo muzeum v nových prostorách slavnostně otevřeno.

## Expozice
V muzeu je umístěno několik expozic a galerie malířů Vysočiny.

### Městečko v meziválečné době
První stálou expozicí v muzeu je expozice nazvaná Městečko v meziválečné době, jeho součástí je několik tematických místností. První tematická místnost je nazvána Světnice kovodělníka a je zařízena nábytkem z konce 19. století, součástí expozice jsou kachlová kamna s troubou, velký stůl, postel, kolébka a kredenc. Na kredenci je jako dokres umístěno rádio Philips z 30. let 20. století a dobové nádobí. Druhou místností je Kůlna se zemědělským nářadím, ta přiléhá k světnici kovodělníka, tam je vystaveno historické zemědělské nářadí jako je lis na tvaroh, kosiště, odstředivka na mléko, máselnice a další nástroje.
Další místností je Hrnčířská dílna, součástí této expozice je příklad hrnčířských výrobků jako jsou hrnky, pekáče, formy na cukroví, hrnce či hliněné nádoby na vodu. Další expozicí je Klempířská dílna A. Šillera, součástí dílny jsou příklady klempířských výrobků ze Svratecka, kde klempířství bylo velmi významným odvětvím. Součástí expozice jsou sbírky formiček, vykrajovaček, konviček, dóz a dalších klempířských výrobků.
Součástí expozice je také expozice nazvaná Ševcovská dílna Františka Nováka, ta je nejmenší částí expozice a součástí expozice jsou dva ševcovské šicí stroje, verpánek, kopyta a další ševcovské nářadí, následující místností je expozice nazvaná Truhlářská a kolářská dílna Josefa Ehrenbergera, tj. lyžaře. Součástí této expozice jsou mimo jiné lyže, nářadí a sáně s volantem, také je zobrazen postup výroby lyží.
Další částí expozice je Školní třída, která je vybavena jako typická školní třída z doby první československé republiky, jsou v ní umístěny typické historické dřevěné lavice, které jsou vybaveny dobovými učebnicemi a sešity. Další neřemeslnou částí expozice je Spořitelní a záložní spolek, telegrafní a telefonní úřad, tato část expozice slouží také jako pokladna muzea, součástí je také historický stůl s telefonem, cyklostyl, psací stroj a počítací stroj.
Poslední částí expozice je Kožešnická, kloboučnická a krejčovská dílna Josefa Hájka, její součástí je kožešnický šicí stroj, materiál pro práci s kožichy a typické kožešnické výrobky, také jsou vystaveny klobouky a dámské pokrývky hlavy a dívčí svatební šaty. Součástí expozice je Koloniální obchod s trafikou Anny Činklové, součástí koloniálu je sbírka množství typického dobového zboží, vystaveny jsou například čokolády Orion, polévkové koření Maggi, káva Oveka, Lamplota, mýdlo Hellada, žárovky Philips či Osram, Hašlerky a mnohé další výrobky.

### Prodejna Jednoty ze 70. let 20. století
Součástí expozice je dobová prodejna Jednoty, vystaveno je historické vybavení vesnického obchodu a dobové zboží.

### Galerie malířů Vysočiny
Součástí muzea je i galerie malířů Vysočiny, ta byla otevřena 1. srpna 2006, součástí jsou díla Františka Kavána, Cíny Jelínka, Jindřicha a Oty Bubeníčků, Josefa a Zdeňka Fialových, Josefa Jambora, Rudolfa Hanycha, Jindřicha Hlavína, Karla Wagnera, Jaroslava Polanského, Karla Balíčka, Fedora Antonína Kracíka, Jiřího Trnky, Heleny Chvojkové-Trnkové, Ludmily Jiřincové, Karla Liebschera, Jindřicha Hegra, Víta Skály, Roberta Schlossera, Viktora Kikinise a Jana Odvárky. Vystaveny jsou i plastiky Aloise Chocholáče.

### Výstavy
Součástí výstavní činnosti muzea je např. i tradiční vánoční výstava, kdy v roce 2015 byla výstava uspořádaná s tématem Vánoc ve 40. a 50. letech 20. století.